# Elliptio hepatica
Elliptio hepatica är en musselart som först beskrevs av I. Lea 1859.  Elliptio hepatica ingår i släktet Elliptio och familjen målarmusslor. Inga underarter finns listade i Catalogue of Life.